# Cutler (Wisconsin)
Cutler è un comune degli Stati Uniti, situato in Wisconsin, nella Contea di Juneau.